# Wireless Application Protocol
Das Wireless Application Protocol (WAP) bezeichnet eine Sammlung von Techniken und Protokollen, deren Ziel es ist, Internetinhalte für die langsamere Übertragungsrate und die längeren Antwortzeiten im Mobilfunk sowie für die kleinen Displays von Mobiltelefonen verfügbar zu machen. Verschiedene WAP-Implementierungen standen damit in direktem Wettbewerb zum i-mode-Dienst. WAP fand hauptsächlich in den 2000er Jahren eine gewisse Verbreitung. Aufgrund seiner Komplexität, größerer Displays in Smartphones, mittlerweile schnellerer Verbindungen und HTML-fähiger Mobilgeräte ist es heute weitgehend überholt.

## Technik von WAP
Die primäre Aufgabe bei WAP besteht darin, wegen der geringen Displaykapazitäten und Rechenleistung von WAP-Clients die Menge der zu übertragenden Daten zu reduzieren und zugleich bei der Kodierung der Internetinhalte die offene Struktur und Lesbarkeit einer Auszeichnungssprache (engl. markup language) beizubehalten. Diese beiden Forderungen stehen zunächst im Widerspruch zueinander:
- Eine lesbare Auszeichnungssprache enthält viele Daten, die für die Lesbarkeit (Kommentare, Befehle in lesbarer Form), nicht jedoch zur Inhaltsbeschreibung notwendig sind.
- Eine Kodierung in binärer Form erlaubt eine sehr kompakte Umsetzung, weist jedoch weder eine offene Struktur auf, noch ist sie lesbar.

Die Lösung des Problems besteht darin, dass bei WAP zwar die offene Form einer Auszeichnungssprache (bei WAP ist das die Wireless Markup Language, WML) beibehalten wird, diese jedoch nicht als Text, sondern in kompilierter Form zum WAP-Client übertragen wird. Dazu erfolgt die Kommunikation zwischen WAP-Client und Webserver über einen Proxy, das so genannte WAP-Gateway. Dieser übersetzt die binär vom WAP-Client eintreffenden Anfragen in Klartext an den Web-Server. Die Antworten des Servers werden im WAP-Gateway kompiliert im MIME-Typ WMLC (Wireless Markup Language Compiled) an den Client übertragen. Dazu übernimmt das Gateway Aufgaben (wie syntaktische Analyse der WML-Seiten), die im Web der Browser ausführt.
Die Kommunikation zwischen Server und WAP-Gateway verwendet das im Web etablierte Protokoll HTTP. Die Kommunikation zwischen Gateway und WAP-Client erfolgt (bis WAP 1.2) via WSP. Bezüglich der Verwendung des Trägers auf der Funkstrecke ist WAP flexibel, möglich sind zum Beispiel Circuit Switched Data (CSD), High Speed Circuit Switched Data (HSCSD), General Packet Radio Service (GPRS), aber auch Universal Mobile Telecommunications System (UMTS) und High Speed Downlink Packet Access (HSDPA). Auch der GSM-spezifische USSD-Übermittlungsdienst kann genutzt werden.

## WAP-basierte Anwendungen
WAP wird als Basistechnologie für MMS genutzt. Sowohl das Senden als auch das Empfangen einer Multimedia-Nachricht basiert auf WAP. Die Information, dass eine solche Nachricht zum Herunterladen bereitsteht, wird als WAP-Push an das Mobiltelefon gesendet.
Der WAP-Standard (ab WAP 1.2) unterstützt einen Push-Dienst, der es erlaubt, Nachrichten inklusive einer URI ohne Anforderung an den WAP-Client zu senden. Für den Nutzer sieht der WAP-Push-Dienst einer SMS oder MMS recht ähnlich. Technisch verbirgt sich dahinter eine Signalisierung per SMS oder – mit GPRS oder UMTS – auch per Service Indication (WAP-167-ServiceInd) (SI) oder Service Loading (WAP-168-ServiceLoad) (SL).

## WAP 1.0 bis 1.2
Das WAP-Forum verabschiedete 1997 den WAP 1.0-Standard. WAP 1.0 basiert auf der Handheld Device Markup Language (HDML), das von der Firma Unwired Planet (heute Openwave) entwickelt wurde. Der Standard war aber nicht ausgereift und es fehlte an entsprechender Browser-Software und WAP-fähigen Endgeräten. So konnte er sich nicht kommerziell durchsetzen und blieb praktisch ohne Bedeutung.
1999 wurde der 1.1-Standard veröffentlicht, der insbesondere XHTML-Konventionen übernahm. Er war nicht mit WAP 1.0 kompatibel. WAP 1.1 konnte sich auch auf dem Endgerätemarkt durchsetzen, so dass bald die meisten Mobiltelefone mit einem WAP-Browser ausgerüstet wurden. Das Ende 1999 vorgestellte WAP 1.2 stellt in erster Linie eine Verbesserung von WAP 1.1 dar. Die wichtigsten Erweiterungen sind der Push-Service und so genannte User Agent-Profile für WAP-Browser, die es erlauben, übertragene WAP-Seiten in ihrer Formatierung komfortabel an die spezifisch verwendete Browser-Software anzupassen.
Der Internetzugang über WAP 1.x wird von Mobilfunkbetreibern meist getrennt verrechnet und nicht als direkter Internetzugriff (Web) gewertet. Der Datenverkehr läuft über eigene WAP-APN.

## WAP 2.0
Bei der Spezifikation von WAP 2.0 hat man auf Mobilfunk-Spezifika weitgehend verzichtet und die ursprünglichen WAP-Protokolle WSP, WTP und WTLS durch HTTP und SSL ersetzt. Damit fällt der Übergang zum Internet wesentlich leichter. WAP 2.0 hat aber bei CSD und GPRS mit Geschwindigkeitsproblemen zu kämpfen. Über WAP 2.0 sind in der Regel alle normalen Internetseiten erreichbar; aufgrund der niedrigen Geschwindigkeit von GPRS sind viele allerdings erst mit EDGE oder UMTS sinnvoll nutzbar.
Mit WAP 2.0 wurde auch das Proxy-Konzept aufgeweicht. Der Standard sieht nun auch die Möglichkeit vor, dass der Client unter Umgehung des Gateways direkt mit dem Web-Server kommuniziert. Es kann allerdings auch ein vom Mobilfunkbetreiber angebotener Proxy verwendet werden. Die Unabhängigkeit von einem Proxy beseitigt zwar die Abhängigkeit vom einwandfreien Funktionieren des WAP-Gateways, hat aber den Nachteil, dass es bereits WAP 2.0-Clients gibt, die WSP nicht mehr unterstützen. Diese können dann die verfügbaren WAP-Proxys nicht mehr verwenden.
Die Verwendung des Internetzugangs via WAP 2.0 wird von den Mobilfunkprovidern im Normalfall als direkter Internetzugang verrechnet. Bei GPRS oder UMTS fallen dann üblicherweise für jede Seite Kosten abhängig vom exakten Datenvolumen an, während es bei WAP 1.x üblich ist, nur pro Seite (d. h. pro jeweils angeklicktem Link) abzurechnen. In manchen Tarifen können dadurch die Kosten pro Seitenaufruf bei datenintensiveren HTML-Seiten wesentlich höher als bei WAP 1.x sein; sehr kleine Seiten können dagegen auch günstiger sein.
Einige Mobiltelefon-Hersteller schreiben in den Angaben zu ihren Geräten, dass es WAP-2.0-fähige Geräte wären, meinen dabei jedoch nicht die Übertragungstechnologie, sondern nur die Tatsache, dass die Geräte auch XHTML-Seiten anstatt nur WML-Seiten anzeigen können. In den WAP-Einstellungen sind jedoch weiterhin die WAP-1.x-Einstellungen einzutragen.

## Risiken
Über WAP lassen sich Bezahldienste abwickeln. Da WAP-Seiten in der Regel nicht von anderen Internetseiten unterscheidbar sind, kann so ungewollt und unerwartet die Inanspruchnahme kostenpflichtiger Dienstleistungen erfolgen, verbunden mit einer Übermittlung der Rufnummer an den Dienstleister oder ein dazwischengeschaltetes Inkassounternehmen.

## Ähnliche Dienste
Ein ähnlicher Dienst ist i-mode. Während WAP eine standardisierte Technologie ist, ist i-mode eine proprietäre Entwicklung von NTT Docomo.

## Verbreitung und Nutzung
Da Mobilfunkkunden nach Einführung der WAP-Technologie zunächst kaum auf schnellere Datenübertragungsstandards wie GPRS oder HSCSD zurückgreifen konnten und die Abrechnung im Datenverkehr normalerweise auf Basis von Zeit erfolgte, erklärten Spötter die Abkürzung gerne scherzhaft mit „Wait And Pay“, englisch für „warte und bezahle“ (im deutschsprachigen Raum wurde oft auch „Warten Auf Praktischeres“ verwendet). Während die anfänglichen Geschwindigkeitsprobleme mittlerweile nicht mehr bestehen, bleibt WAP trotz eingeführter Pauschaltarife bei normaler Abrechnung pro Klick bzw. pro Datenpaket im Vergleich zu den generell deutlich gesunkenen Internetgebühren über mobile Zugänge für den angebotenen Inhalt unverhältnismäßig teuer. Das ist auch ein Grund dafür, weshalb sich die WAP-Technologie trotz teilweise nützlicher Angebote nur sehr bedingt durchgesetzt hat.

### WAP-Informationen
- Website der Open Mobile Alliance (OMA) (englisch)
- 3rd Generation Partnership Project (3GPP, englisch)

### WAP-Browser
- Mozilla Firefox WAP-Browser-Erweiterung „wmlbrowser“

### WAP-Gateways
- Open-Source-Projekt WAP- und SMS-Gateway